# New Millennium-program
A New Millennium egy 1994-ben meghirdetett NASA program. A New Millennium űreszközei addig még soha nem használt, új technológiákat próbálnak ki a későbbi űreszközök számára. A program leghíresebb küldetése a Deep Space–1 űrszonda, amely elsőként használt ionhajtóművet.

## A New Millennium-program űreszközei
(zárójelben az indítás éve)
- Deep Space–1 (1998)
- Deep Space–2 (1999)
- Earth Observing–1 (2000)
- Space Technology–3 vagy Deep Space–3
- Space Technology–4 vagy Deep Space–4/Champollion (törölt küldetés a Tempel 1 üstököshöz)
- Space Technology–5
- Space Technology–6
- Space Technology–7

## Külső hivatkozások

### Külföldi oldalak
- New Millennium Program, NASA hivatalos oldal